# When Woman Hates (film 1909)
When Woman Hates è un cortometraggio muto del 1909. Il nome del regista non viene riportato nei credit del film.

## Trama
Gertie e Ralph sono fidanzati ma Juanita, un'amica dei due, vuole dividerli perché è innamorata di Ralph. Non riuscendo a impedire il loro matrimonio, prepara una trappola per Gertie che viene sorpresa dal marito in stanza con uno sconosciuto. Non credendo all'innocenza della sposa, il giovane subisce un colpo che lo porta quasi alla pazzia. La loro vita va in frantumi: Ralph comincia a vagare senza meta, sempre in preda a disturbi mentali, mentre la povera Gertie cerca di tirare avanti trovando un lavoro, ma ben presto è costretta alla fame. Alla fine i due si ritroveranno quasi per caso e riusciranno a chiarire l'equivoco che ha stravolto le loro vite.

## Produzione
Il film fu prodotto dalla Lubin Manufacturing Company.

## Distribuzione
Distribuito dalla Lubin Manufacturing Company, il film - un cortometraggio in una bobina - uscì nelle sale cinematografiche statunitensi il 20 settembre 1909.